# Baixa Lusácia

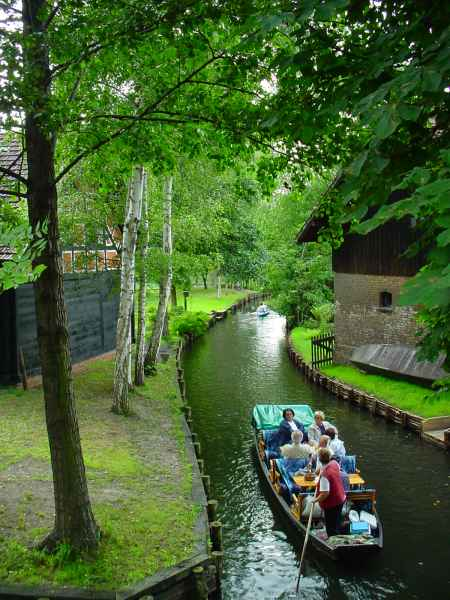
O Spreewald em Lehde

A Baixa Lusácia (em alemão: Niederlausitz, em baixo sorábio: Dolna Łužyca) è uma região na Alemanha oriental e a parte de norte da Lusácia. O nome da Lusácia remonta ao tribo dos lusizes os quais moravam na Baixa Lusácia. Fazia parte do povo eslavo dos Sórbios. Ainda hoje vivem lá cerca de 20.000 Sórbios. A maior parte da Alta Lusácia historica pertence ao Brandemburgo, mas desde 1945 a parte a este dos rios Neisse e Óder é da Polónia. Um destino popular para turistas é o Spreewald entre Cottbus e Lübben. É formado pelo rio Spree e seus braços e canales.
Os maiores municípios da Baixa Lusácia são Cottbus (com cerca de 104.000 habitantes), Guben/ Gubin (40.000), Eisenhüttenstadt (35.000), Senftenberg (28.000) Spremberg (25.000) e Forst (22.000).